# Arzens
Arzens is een gemeente in het Franse departement Aude (regio Occitanie). De plaats maakt deel uit van het arrondissement Carcassonne. Arzens telde op 1 januari 2022 1.196 inwoners.

## Geografie
De oppervlakte van Arzens bedroeg op 1 januari 2022 21,11 vierkante kilometer; de bevolkingsdichtheid was toen 56,7 inwoners per km².
De autosnelweg A61 loopt door de gemeente.
De onderstaande kaart toont de ligging van Arzens met de belangrijkste infrastructuur en aangrenzende gemeenten.

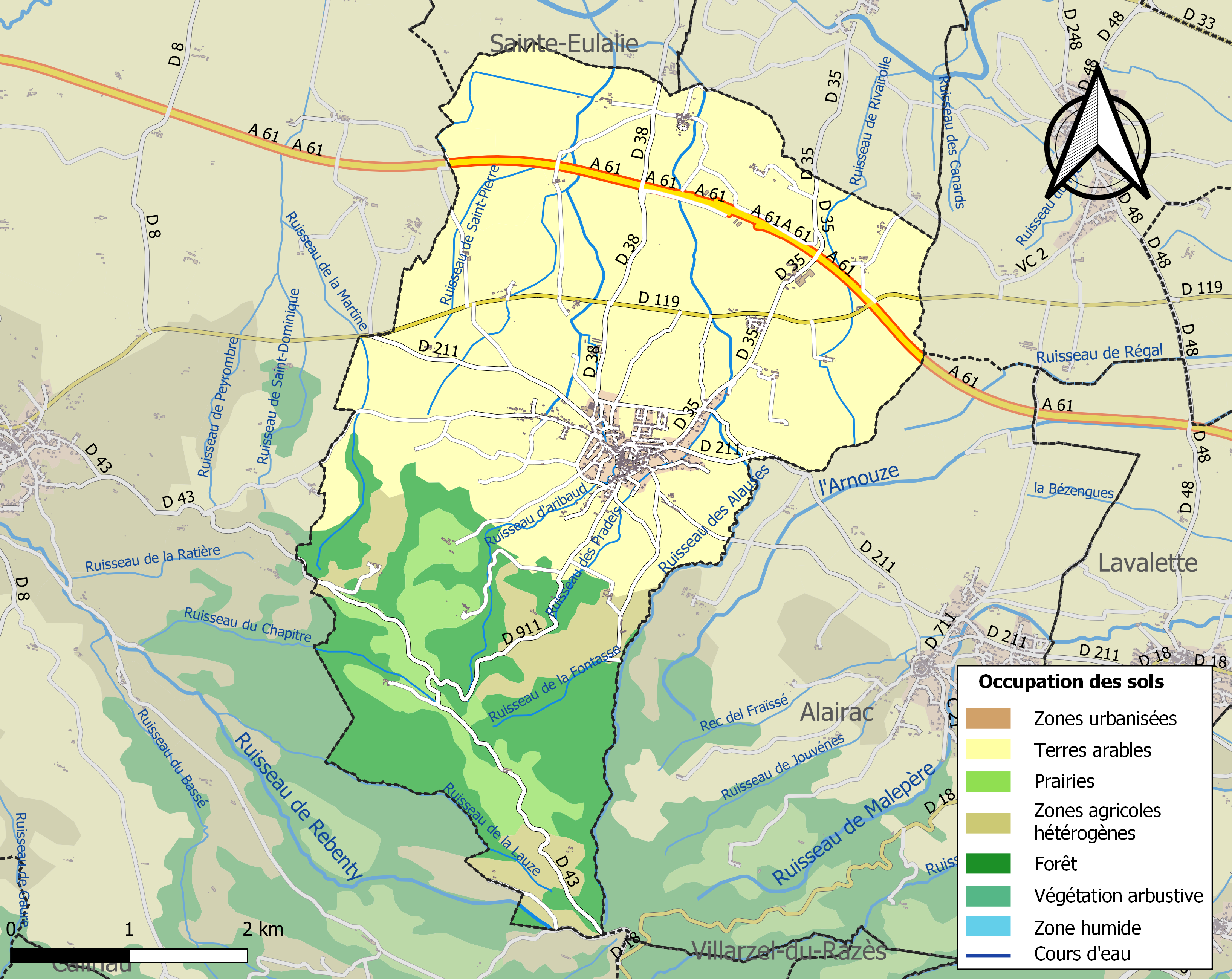

## Demografie
Onderstaande figuur toont het verloop van het inwonertal (bron: INSEE-tellingen).

Vanwege een beveiligingsprobleem met de MediaWiki Graph-software is het momenteel niet mogelijk deze grafiek weer te geven. Zodra de software is bijgewerkt zal de grafiek vanzelf weer zichtbaar worden.

## Geboren
- Achille Laugé (1861-1944), kunstschilder